# Castello di Bardi
Das Castello di Bardi, auch Castello Landi, ist eine imposante Festung auf einer roten Jaspis-„Schäre“ im Dorf Bardi in der italienischen Region Emilia-Romagna.
Die Höhenburg liegt in der Mitte des Cenotals über dem Punkt, an dem der Noveglia-Bach in den Ceno mündet. Auch wenn heute die geografische Lage des Dorfes abgelegen und jenseits aller touristischen und Handelsrouten erscheint, so handelte es sich im Mittelalter, als die Wege und die Notwendigkeiten der Kontrolle über das Territorium andere waren, doch um eine wichtige Etappe im Verlauf der Via degli Abati. Außerdem zogen nicht weit entfernt die Pilger auf der Via Francigena vorbei.

## Geschichte

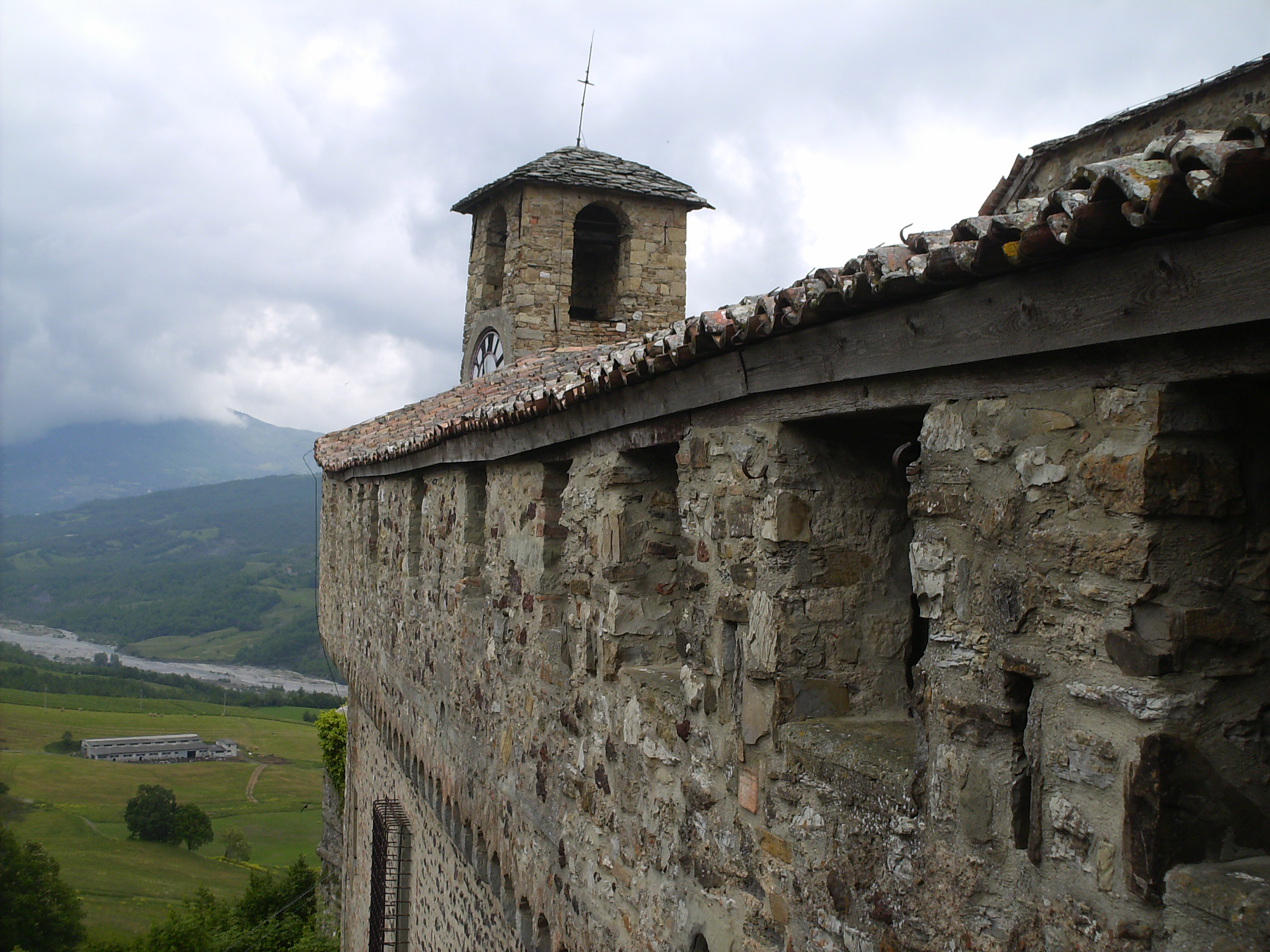
Detail an der Burgmauer

Der Name „Bardi“ ist von den Langobarden abgeleitet. Die Existenz einer Festung, die Anfang des 9. Jahrhunderts erbaut und Anfang des 10. Jahrhunderts fertiggestellt wurde, geht auf das Königreich von Berengar I. zurück. 898 wurde das Gebäude an den Bischof von Piacenza, Everardo, verkauft, der es als sicheren Rückzugsort für den Fall eines Hunnenangriffs nutzte, denn die Hunnen plünderten in dieser Zeit die Poebene.
Bis zum 12. Jahrhundert wurde die Burg von einem Konsortium örtlicher Adliger beherrscht, die „Grafen von Bardi“ genannt wurden, bis sie 1257, zusammen mit dem benachbarten Castello di Compiano, an den Ghibellinen Ubertino Landi aus Piacenza verkauft wurde, der sie zum Hauptsitz der Herren seiner Familie machte. Am Fuße ihrer potenten Mauern fand so manche Schlacht gegen die Guelfen statt, die im Übrigen 1313 besiegt wurden. Im Laufe des 15. Jahrhunderts ließen die Landis die Burg umbauen, an die neuen Verteidigungserfordernisse anpassen und ihr ihr heutiges Aussehen verleihen.
1551 verlieh Karl V. den Landis den Rang von Markgrafen und das Privileg, Münzen zu prägen. Ende des 16. Jahrhunderts wurde die Burg im Auftrag von Federico Landi in eine Adelsresidenz mit Pinakothek, Familienarchiv, Bibliothek und Waffenausstellung umgewandelt. Als 1682 die Landis ausstarben, begann der Niedergang der Burg. Nach einer nervenaufreibenden Verhandlung, die am kaiserlichen Hof vom Gesandten Graf Fabio Perletti geführt wurde, fiel das Lehen von Bardi, zusammen mit dem von Compiano, an die historischen Rivalen der Landis, die Familie Farnese und später an die Bourbon-Parma. Die Anlage verfiel im Laufe des 19. Jahrhunderts weiter und diente als Militärgefängnis und Sitz der Prätura und der Gemeinde. Die Restaurierung begann nach den 1960er-Jahren.

## Beschreibung
Die Burg ist ein stark ausgeprägter Komplex, vollkommen aus Stein erbaut und im Laufe der Zeit um den Bergfried herum entstanden. Sie ist vollständig von einer angeschrägten Mauer umgeben, die mit einem durchgängig zu begehenden Wehrgang versehen ist und deren unregelmäßiger Verlauf der Form der Felsrippe folgt, auf der die Burg steht. Im Inneren der Burgmauern gibt es mehrere Gebäude, die auf verschiedenen Ebenen angeordnet sind: Die Residenz des Burgherrn, die militärischen Unterkünfte, die Kapelle, die Folterkammer; alle Räume sind miteinander, mit dem Innenhof und mit dem Waffenplatz durch gewundene und schmale Treppen verbunden, die als Mittel der Verteidigung alle rechts herum gedreht sind. Ein einzelner Rundturm liegt an einer Ecke des Palastes.

## Burgmuseen
In der Festung sind neben der Festungsstruktur zu sehen:
- Museum der Gemeinde Valligiana
- Fünf Räume, die dem Kapitän Pietro Cella, Träger der 1. Goldmedaille des Alpinicorps, gewidmet ist.
- Museum der Fauna und der Wilderei
- Archäologisches Museum des Ceno-Tals

## Der Geist des Moroello

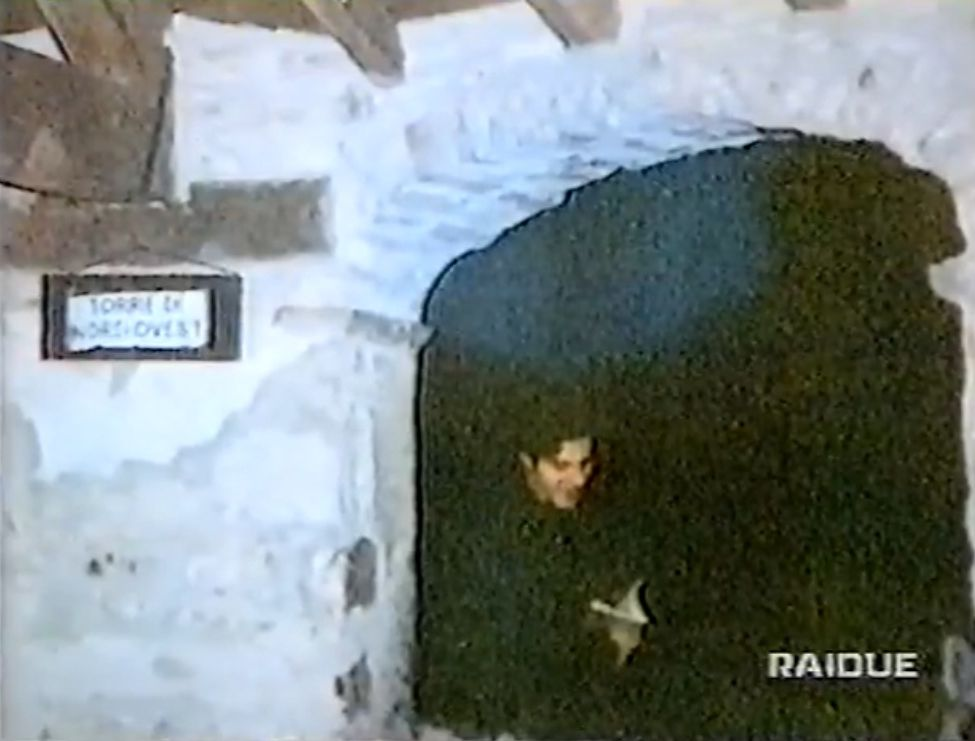
Das erste Foto des Geistes des Castello di Bardi (die helle Form über dem Kopf des Journalisten Daniele Kalousi)

Wo eine Burg ist, taucht früher oder später auch der entsprechende Geist auf. Der von Bardi hat die Besonderheit, dass er sogar „fotografiert“ wurde. Das Geschehnis begann 1995 mit einer Reihe von Meldungen bei der Redaktion der Zeitung „Lettere e contrasti“ in Parma und mit zwei Journalisten, Gianni Santi und Daniele Kalousi, die sich nächtens ins Innere der Festung begaben und eine instabile, milchige Form fotografierten, die sich hinter einem der beiden materialisierte. Die Geschichte wirbelte Staub auf, ergoss sich in einer Welle über die wichtigsten, italienischen Fernsehsender und ein passionierter Esoteriker, Daniele Gullà, fotografierte seinerseits, allerdings mit einer Thermokamera, die Silhouette eines knienden Ritters. Es brachen die unvermeidlichen Kontroversen über die Zuverlässigkeit der Fotos mit den verschiedenen Vorwürfen der Werbung auf der einen Seite und den Vorurteilen und der geistigen Beschränktheit auf der anderen Seite aus.
Nach einer kurzen Zeit des Medieninteresses wurde die Geschichte des Geistes von Bardi später mit neuen Studien und Befragungen weiterverfolgt, aber, wie so oft, ohne definitive Ergebnisse, sodass jeder der Protagonisten in seiner eigenen Überzeugung verharrte.
Wahr oder falsch, zu welcher Überzeugung man auch immer kommt, bei dem Geist kann es sich nur um den des armen Moroello handeln, des gutaussehenden Ritters, der sich das Leben nahm, als er vom Krieg zurückkehrte und die Nachricht vom Selbstmord seiner Süßen Soleste erhielt. Die junge Frau hatte gedachte, er sei tot, und hatte sich vom Bergfried gestürzt, nachdem sie gesehen hatten, wie sich Truppen mit feindlichen Feldzeichen der Burg näherten. Die Unglückliche aber konnte nicht wissen, dass diese Zeichen von Moroello und seinen Mannen in Verachtung für den besiegten Feind getragen wurden.